# Soriella
Soriella es un género de foraminífero bentónico de la subfamilia Rotaliinae, de la familia Rotaliidae, de la superfamilia Rotalioidea, del suborden Rotaliina y del orden Rotaliida. Su especie tipo es Soriella schoechlei. Su rango cronoestratigráfico abarca el Luteciense (Eoceno medio).

## Clasificación
Soriella incluye a las siguientes especies:
- Soriella corrugata †
- Soriella schoechlei †